# Magnus von Horn
Magnus von Horn (nacido el 21 de diciembre de 1983 en Gotemburgo) es un director de cine y guionista sueco-polaco.
Horn se graduó en la Escuela Nacional de Cine de Łódź en 2013. Unos meses después de llegar a Polonia sufrió un robo brutal, lo que hizo que se interesara por las personas violentas. Su primera película fue un cortometraje documental sobre un joven criminal polaco. Su cortometraje de 2011 Without Snow fue nominado al premio Guldbagge al mejor cortometraje. Su primer largometraje, The Here After , se estrenó en la Quincena de Realizadores del Festival de Cine de Cannes de 2015.
En 2024, su largometraje Pigen med nålen (La chica de la aguja) fue invitado a la competición principal del 77º Festival de Cine de Cannes para competir por la Palma de Oro. En 2025, el film estuvo nominado al Óscar a mejor película internacional en la 97.ª edición de estos premios.
Von Horn está casado y vive con su esposa y sus hijos en Varsovia.

## Filmografía
- Radek (2006) – Documental Corto
- Mleczaki (2007) – Cortometraje
- Echo (2008) – Cortometraje
- Without Snow (Utan snö) (2011) – Cortometraje
- The Here After (Efterskalv) (2015)
- Sweat (2020)
- Pigen med nålen (La chica de la aguja) (2024)